# 2 Bad
2 Bad es la vigésimo primera canción de Michael Jackson de 1995 en el álbum HIStory: Past, Present and Future, Book I. La canción cuenta con una estrofa de rap en la que participó el basquetbolista Shaquille O'Neal y en 1997 se utilizó para formar parte de las coreografías en la película Ghosts.
En el año de 1998 se incluyó una parte de esta canción en el videojuego Bust a Groove para la consola PlayStation en la canción "Power" del bailarín Strike.

## Remixes
Dos años después del lanzamiento del álbum HIStory: Past, Present and Future, Book I, se lanzó el álbum de remezclas Blood On The Dance Floor: HIStory in the Mix, mismo que contiene cinco canciones nuevas y ocho remixes del disco HIStory. En él, se incluyó un remix de la canción :
- 2 Bad (Refugee Camp Mix) - 3:33

- Datos: Q12154415